# Крюсон, Венди
Венди Крюсон (англ. Wendy Crewson, род. 9 мая 1956) — канадская актриса и продюсер.

## Карьера
Крюсон сыграла более ста ролей на большом и малом экранах начиная с начала восьмидесятых. Большую часть восьмидесятых она снималась в различных телефильмах Канады. После небольшой роли в американском фильме 1991 года «Доктор», Крюсон, перешла на большой экран и добилась известности благодаря ролям умирающей матери героя Маколея Калкина в драме «Добрый сынок» (1993), бывшей жены Тима Аллена в семейных фильмах «Санта-Клаус» (1994), «Санта Клаус 2» (2002) и «Санта-Клаус 3» (2006), и подруги Питера Галлахера в мелодраме «Джиллиан на день рождения» (1996).
После роли в психологическом триллере «Преступные связи» (1996), режиссёр Вольфганг Петерсен пригласил актрису на роль первой леди США и жены героя Харрисона Форда в фильме «Самолёт президента» (1997). Также Крюсон снялась в фильмах «Двухсотлетний человек» (1999) с Робином Уильямсом, и «6-й день» с Арнольдом Шварценеггером, а также в независимых картинах «Лучше шоколада» (1999), «Неожиданно голая» (2001) и «Неожиданная любовь» (2003). За свою карьеру она выиграла семь канадских премий «Джемини».
На телевидении Крюсон снялась в сериале «24» в 2003 году, «Регенезис» в 2007—2008 годах и «В надежде на спасение» в 2012—2017 годах, «Комната» в 2015 году. Также она была гостем в таких сериалах как «C.S.I.: Место преступления», «Копы-новобранцы» и «Алькатрас», а в 2012—2013 годах сыграла главу террористистической организации Хелен Кроули во втором сезоне телесериала «Месть». Её персонажа пристрелила Мэделин Стоу в тринадцатом эпизоде второго сезона.
В 2017 году Крюсон сыграла в некоторых эпизодах Frankie Drake Mysteries, играя матерь ведущего персонажа и помогая ей в расследованиях.
В 2020 году она снялась в главной роли в сериале от Netflix Series «Фракция октября».

## Личная жизнь
Венди Джейн Крюсон родилась в Гамильтоне, Онтарио и училась в Университет Куинса в Кингстоне, Онтарио. Тогда же она обучалась в Академии драматического искусства имени Веббера Дугласа в Лондоне. В 1988 году она вышла замуж за актёра Майкла Мерфи и впоследствии родила от него двоих детей. Они развелись в январе 2009 года. В декабре 2014 года Крюсон объявила в прессе, что является лесбиянкой.

## Фильмография
- 1982 — Лабиринты и монстры / Mazes and Monsters
- 1983 — Надувательство / Skullduggery
- 1984 — Звуки сердца / Heartsounds
- 1987 — Рождество Хобо / A Hobo’s Christmas
- 1988 — Шпионы, ложь и голые бедра / Spies, Lies & Naked Thighs
- 1991 — Доктор / The Doctor
- 1992 — Предки / Folks!
- 1993 — Добрый сынок / The Good Son
- 1994 — Коррина, Коррина / Corrina, Corrina
- 1994 — Санта-Клаус / The Santa Clause
- 1996 — Джиллиан на день рождения / To Gillian on Her 37th Birthday
- 1996 — Преступные связи / Gang Related
- 1997 — Самолёт президента / Air Force One
- 1998 — Восемнадцатый ангел / The Eighteenth Angel
- 1998 — Где же Марлоу? / Where’s Marlowe?
- 1999 — Лучше шоколада / Better Than Chocolate
- 1999 — Двухсотлетний человек / Bicentennial Man
- 2000 — Милосердие / Mercy
- 2000 — Что скрывает ложь / What Lies Beneath
- 2000 — 6-й день / The 6th Day
- 2001 — Неожиданно голая / Suddenly Naked
- 2002 — Только между нами / Between Strangers
- 2002 — История Мэттью Шепарда / The Matthew Shepard Story
- 2002 — Идеальный пирог / Perfect Pie
- 2002 — Весна убийств / A Killing Spring
- 2002 — Санта Клаус 2
- 2003 — Неожиданная любовь / An Unexpected Love
- 2003 — Дорога в 12 миль / Twelve Mile Road
- 2004 — Расчёт / The Clearing
- 2004 — Секс-трафик / Sex Traffic
- 2005 — Замужем за незнакомцем / The Man Who Lost Himself
- 2006 — Белый плен / Eight Below
- 2006 — Сделка с дьяволом / The Covenant
- 2006 — Вдали от неё / Away from Her
- 2006 — Волки-оборотни / Skinwalkers
- 2006 — Санта-Клаус 3 / The Santa Clause 3: The Escape Clause
- 2006 — Мотель «Ниагара» / Niagara Motel
- 2007 — Восход тьмы / The Seeker: The Dark Is Rising
- 2009 — Предательство Формозы / Formosa Betrayed
- 2011 — Винни / Winnie
- 2012 — Клятва / The Vow
- 2012 — Антивирус / Antiviral
- 2012—2015 — Месть / Revenge — Хелен Кроули
- 2014 — Мой одиннадцатый / My Eleventh
- 2014 — Падение / Fall
- 2015 — В изоляции / Into the Forest
- 2017 — Кодахром / Kodachrome
- 2020 — Гнездо / The Nest